# EVA Air
Az EVA Airways Corporation (kínaiul: 長榮航空 pinjin: Chángróng Hángkōng), röviden EVA Air, tajvani légitársaság, a China Airlines mellett a két legnagyobb tajvani légitársaság egyike. Az állami tulajdonú China Airlinesszal ellentétben az EVA Air magánkézben van. Saját belföldi járatai nincsenek, csak nemzetközi úticélokra repül Ázsiában, Európában, Ausztráliában és Észak-Amerikában; a tajvani belföldi járatokat leányvállalata, az UNI Air üzemelteti. A Skytrax értékelése szerint az EVA Air a világ tíz ötcsillagos légitársaságának egyike.
1989-ben alapították a tajvani Evergreen Group tehervállalat részeként. Flottáját Airbus és Boeing repülőgépek képezik.

## Történet
Az EVA Air 1991. július 1-én kezdett menetrend szerinti járatokat üzemelni, kezdetben Boeing 767–300ER-ekkel Tajpejből Bangkokba, Jakartába, Kuala Lumpurba, Pinangba, Szingapúrba és Szöulba. 1991 végére indították el első európai járatukat Bécsbe. Az egy évvel később, 1992. decemberben indított Los Angeles-i járatokon szolgálatot teljesítő Boeing 747–400-asok voltak a világon elsőként felszerelve prémium turistaosztállyal.

## Flotta
| Típus            | Szolgálatban | Megrendelés | Utasok | Utasok | Utasok | Utasok | Utasok   | Megjegyzések                                                             |
| Típus            | Szolgálatban | Megrendelés | R      | B      | E+     | E      | Összesen | Megjegyzések                                                             |
| ---------------- | ------------ | ----------- | ------ | ------ | ------ | ------ | -------- | ------------------------------------------------------------------------ |
| Airbus A321–200  | 18           | —           | —      | 8      | —      | 176    | 184      |                                                                          |
| Airbus A321neo   | —            | 15          |        |        |        |        |          | Kiszállítás 2029–2032 között az Airbus A321–200-asok leváltására.        |
| Airbus A330–200  | 1            | —           | —      | 24     | —      | 228    | 252      |                                                                          |
| Airbus A330–300  | 9            | —           | —      | 30     | —      | 279    | 309      |                                                                          |
| Airbus A350–1000 | —            | 18          |        |        |        |        |          | Kiszállítás 2026–2030 között az öregebb Boeing 777–300ER-ek leváltására. |
| Boeing 777–300ER | 34           | —           | 38     | —      | 64     | 221    | 323      |                                                                          |
| Boeing 777–300ER | 34           | —           | 39     | —      | 56     | 238    | 333      |                                                                          |
| Boeing 777–300ER | 34           | —           | 39     | —      | 56     | 258    | 353      |                                                                          |
| Boeing 787–9     | 7            | 6           | 26     | —      | —      | 278    | 304      |                                                                          |
| Boeing 787–10    | 12           | 5           | 34     | —      | —      | 308    | 342      |                                                                          |
| Boeing 777F      | 9            | —           |        |        |        |        |          |                                                                          |
| Total            | 87           | 51          |        |        |        |        |          |                                                                          |